# Olympische Sommerspiele 1928/Leichtathletik – 100 m (Männer)
Der 100-Meter-Lauf der Männer bei den Olympischen Spielen 1928 in Amsterdam wurde am 29. und 30. Juli 1928 im Olympiastadion Amsterdam ausgetragen. 76 Athleten nahmen teil.
Olympiasieger wurde der Kanadier Percy Williams vor dem Briten Jack London. Bronze ging an den Deutschen Georg Lammers.

## Rekorde

### Bestehende Rekorde
| Weltrekord         | 10,4 s | Charles Paddock ( USA)            | Redlands (Kalifornien), USA | 23. April 1921         |
| Olympischer Rekord | 10,6 s | Donald Lippincott ( USA)          | OS 1912 Stockholm, Schweden | Vorlauf, 6. Juli 1912  |
| Olympischer Rekord | 10,6 s | Harold Abrahams ( Großbritannien) | OS 1924 Paris, Frankreich   | Viertelfinale, 6. Juli |
| Olympischer Rekord | 10,6 s | Harold Abrahams ( Großbritannien) | OS 1924 Paris, Frankreich   | Halbfinale, 7. Juli    |
| Olympischer Rekord | 10,6 s | Harold Abrahams ( Großbritannien) | OS 1924 Paris, Frankreich   | Finale, 7. Juli        |

### Rekordegalisierungen
Der bestehende olympischen Rekord von 10,6 s wurde fünfmal egalisiert:
- Percy Williams (Kanada), drittes Viertelfinale am 29. Juli
- Robert McAllister (USA), erstes Halbfinale am 30. Juli
- Percy Williams (Kanada), erstes Halbfinale am 30. Juli
- Wilfred Legg (Südafrikanische Union), erstes Halbfinale am 30. Juli
- Jack London (Großbritannien), zweites Halbfinale am 30. Juli

## Durchführung des Wettbewerbs
Am 29. Juli traten die Läufer zu sechzehn Vorläufen an. Die jeweils zwei besten Athleten – hellblau unterlegt – qualifizierten sich für das Viertelfinale am gleichen Tag. Aus den sechs Viertelfinals kamen wieder die jeweils zwei besten Läufer – wiederum hellblau unterlegt – in die nächste Runde, das Halbfinale. Die beiden Vorentscheidungen und das Finale wurden am 30. Juli durchgeführt. In den Halbfinals qualifizierten sich jeweils die ersten Drei – hellblau unterlegt – für das Finale.

## Vorläufe
Datum: 29. Juli 1928
Es sind nicht alle Zeiten überliefert.

### Vorlauf 1

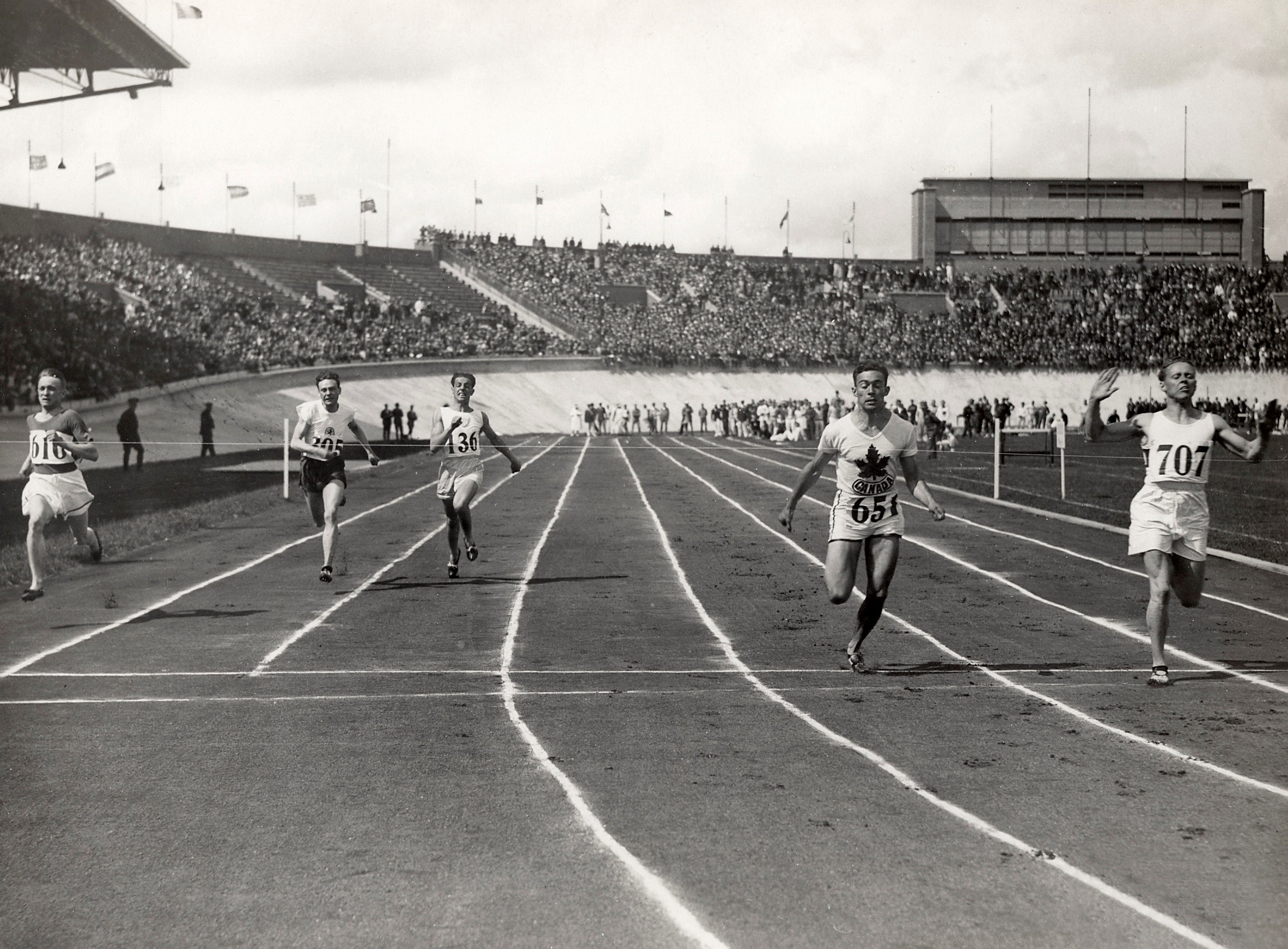
Erster Vorlauf (v. l. n. r.): Willy Dujardin, Wim Hennings, Angelos Lambrou, John Fitzpatrick Richard Corts

| Platz | Name             | Nation          | Zeit   | Anmerkung |
| ----- | ---------------- | --------------- | ------ | --------- |
| 1     | John Fitzpatrick | Kanada          | 11,0 s |           |
| 2     | Richard Corts    | Deutsches Reich | 11,0 s |           |
| 3     | Wilhelm Hennings | Niederlande     | 11,2 s |           |
| 4     | Willy Dujardin   | Belgien         | 11,4 s |           |
| 5     | Angelos Lambrou  | Griechenland    | 11,4 s |           |

### Vorlauf 2
| Platz | Name                       | Nation                | Zeit   | Anmerkung |
| ----- | -------------------------- | --------------------- | ------ | --------- |
| 1     | Sidney Atkinson            | Südafrikanische Union | 11,2 s |           |
| 2     | André Mourlon              | Frankreich            | 11,3 s |           |
| 3     | Jesús Moraila              | Mexiko                | k. A.  |           |
| 4     | Franco Reyser              | Königreich Italien    | k. A.  |           |
| DNS   | Friedrich-Wilhelm Wichmann | Deutsches Reich       |        |           |

### Vorlauf 3
| Platz | Name                  | Nation       | Zeit   | Anmerkung |
| ----- | --------------------- | ------------ | ------ | --------- |
| 1     | Frank Wykoff          | USA          | 11,0 s |           |
| 2     | Paul Brochart         | Belgien      | k. A.  |           |
| 3     | Mario Gómez           | Mexiko       | k. A.  |           |
| 4     | Jaap Boot             | Niederlande  | k. A.  |           |
| 5     | Konstantinos Petridis | Griechenland | k. A.  |           |
| 6     | Fernando Muñagorri    | Spanien      | k. A.  |           |

### Vorlauf 4
| Platz | Name                 | Nation                | Zeit   | Anmerkung |
| ----- | -------------------- | --------------------- | ------ | --------- |
| 1     | Ferenc Gerő          | Ungarn                | 11,0 s |           |
| 2     | Aubrey Burton-Durham | Südafrikanische Union | k. A.  |           |
| 3     | Willy Weibel         | Schweiz               | 11,4 s |           |
| 4     | Diego Ordóñez        | Spanien               | 11,4 s |           |
| 5     | John Heap            | Großbritannien        | k. A.  |           |
| 6     | Eduardo Albe         | Argentinien           | k. A.  |           |

### Vorlauf 5
| Platz | Name             | Nation         | Zeit   | Anmerkung |
| ----- | ---------------- | -------------- | ------ | --------- |
| 1     | Jack London      | Großbritannien | 10,8 s |           |
| 2     | George Hester    | Kanada         | k. A.  |           |
| 3     | Ladislau Peter   | Rumänien       | k. A.  |           |
| 4     | Francisco Costas | Mexiko         | k. A.  |           |
| 5     | Mehmet Ali Aybar | Türkei         | k. A.  |           |

### Vorlauf 6
| Platz | Name               | Nation             | Zeit   | Anmerkung |
| ----- | ------------------ | ------------------ | ------ | --------- |
| 1     | Juan Bautista Pina | Argentinien        | 11,0 s |           |
| 2     | Ralph Adams        | Kanada             | k. A.  |           |
| 3     | Edgardo Toetti     | Königreich Italien | k. A.  |           |
| 4     | Iwao Aizawa        | Japan              | k. A.  |           |
| 5     | Semih Türkdoğan    | Türkei             | k. A.  |           |

### Vorlauf 7
| Platz | Name              | Nation                | Zeit   | Anmerkung |
| ----- | ----------------- | --------------------- | ------ | --------- |
| 1     | Wilfred Legg      | Südafrikanische Union | 11,0 s |           |
| 2     | Cyril Gill        | Großbritannien        | 11,0 s |           |
| 3     | Rodolfo Wagner    | Chile                 | k. A.  |           |
| DNS   | Sándor Hajdú      | Ungarn                |        |           |
| DNS   | Giuseppe Castelli | Königreich Italien    |        |           |

### Vorlauf 8

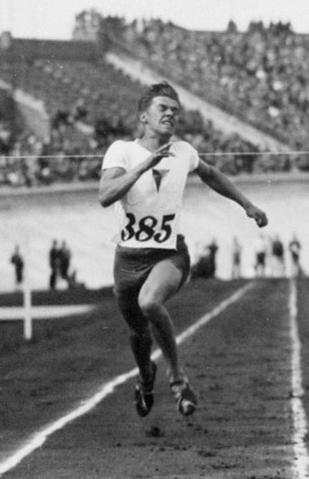
Karel Kněnický – ausgeschieden als Dritter im achten Vorlauf

| Platz | Name             | Nation                | Zeit   | Anmerkung |
| ----- | ---------------- | --------------------- | ------ | --------- |
| 1     | Hubert Houben    | Deutsches Reich       | 11,0 s |           |
| 2     | Johannes Viljoen | Südafrikanische Union | 11,0 s |           |
| 3     | Karel Kněnický   | Tschechoslowakei      | 11,3 s |           |
| 4     | Dolf Benz        | Niederlande           | 11,4 s |           |

### Vorlauf 9
| Platz | Name             | Nation          | Zeit   | Anmerkung |
| ----- | ---------------- | --------------- | ------ | --------- |
| 1     | Georg Lammers    | Deutsches Reich | 10,8 s |           |
| 2     | André Théard     | Haiti           | k. A.  |           |
| 3     | János Paizs      | Ungarn          | k. A.  |           |
| 4     | Leo Jørgensen    | Dänemark        | k. A.  |           |
| 5     | Jean Moulin      | Luxemburg       | k. A.  |           |
| 6     | Renos Frangoudis | Griechenland    | k. A.  |           |

### Vorlauf 10
| Platz | Name                | Nation           | Zeit   | Anmerkung |
| ----- | ------------------- | ---------------- | ------ | --------- |
| 1     | Walter Rangeley     | Großbritannien   | 11,0 s |           |
| 2     | Rinus van den Berge | Niederlande      | 11,1 s |           |
| 3     | Johann Bartl        | Tschechoslowakei | k. A.  |           |
| 4     | Şinasi Şahingiray   | Türkei           | k. A.  |           |

### Vorlauf 11
| Platz | Name            | Nation          | Zeit   | Anmerkung |
| ----- | --------------- | --------------- | ------ | --------- |
| 1     | István Raggambi | Ungarn          | 11,0 s |           |
| 2     | James Carlton   | Australien      | 11,1 s |           |
| 3     | Alberto Barucco | Argentinien     | k. A.  |           |
| 4     | Oscar Alvarado  | Chile           | k. A.  |           |
| 5     | Juan Serrahima  | Spanien         | k. A.  |           |
| 6     | Ronald Burns    | Britisch-Indien | k. A.  |           |

### Vorlauf 12
| Platz | Name              | Nation           | Zeit   | Anmerkung |
| ----- | ----------------- | ---------------- | ------ | --------- |
| 1     | Percy Williams    | Kanada           | 11,0 s |           |
| 2     | Jaroslav Vykoupil | Tschechoslowakei | k. A.  |           |
| 3     | André Dufau       | Frankreich       | k. A.  |           |
| 4     | José de Lima      | Portugal         | k. A.  |           |
| 5     | Haris Šveminas    | Litauen          | k. A.  |           |

### Vorlauf 13
| Platz | Name            | Nation     | Zeit   | Anmerkung |
| ----- | --------------- | ---------- | ------ | --------- |
| 1     | José Barrientos | Kuba       | 11,0 s |           |
| 2     | André Cerbonney | Frankreich | k. A.  |           |
| 3     | Fred Zinner     | Belgien    | k. A.  |           |
| DNS   | Arthur Porritt  | Neuseeland |        |           |

### Vorlauf 14
| Platz | Name               | Nation     | Zeit   | Anmerkung |
| ----- | ------------------ | ---------- | ------ | --------- |
| 1     | Claude Bracey      | USA        | 11,0 s |           |
| 2     | Gilbert Auvergne   | Frankreich | 11,1 s |           |
| 3     | Hermann Geißler    | Österreich | 11,2 s |           |
| 4     | Risto Mattila      | Finnland   | 11,3 s |           |
| 5     | Emmanuel Goldsmith | Schweiz    | 11,5 s |           |
| 6     | George Schmit      | Luxemburg  | 12,2 s |           |

### Vorlauf 15
| Platz | Name            | Nation             | Zeit   | Anmerkung |
| ----- | --------------- | ------------------ | ------ | --------- |
| 1     | Henry Russell   | USA                | 11,0 s |           |
| 2     | Denis Cussen    | Irischer Freistaat | k. A.  |           |
| 3     | Willy Tschopp   | Schweiz            | k. A.  |           |
| 4     | Adolphe Groscol | Belgien            | k. A.  |           |

### Vorlauf 16
| Platz | Name                | Nation      | Zeit   | Anmerkung |
| ----- | ------------------- | ----------- | ------ | --------- |
| 1     | Robert McAllister   | USA         | 10,8 s |           |
| 2     | Anselmo Gonzaga     | Philippinen | k. A.  |           |
| 3     | Enrique de Chávarri | Spanien     | k. A.  |           |
| 4     | Fritz Eyschen       | Luxemburg   | k. A.  |           |
| DNS   | H. Enis             | Türkei      |        |           |

## Viertelfinale
Datum: 29. Juli 1928
Es sind nicht alle Zeiten überliefert.

### Lauf 1
| Platz | Name                | Nation                | Zeit   | Anmerkung |
| ----- | ------------------- | --------------------- | ------ | --------- |
| 1     | Wilfred Legg        | Südafrikanische Union | 10,8 s |           |
| 2     | John Fitzpatrick    | Kanada                | k. A.  |           |
| 3     | Ferenc Gerő         | Ungarn                | k. A.  |           |
| 4     | Rinus van den Berge | Niederlande           | k. A.  |           |
| 5     | Denis Cussen        | Irischer Freistaat    | k. A.  |           |
| 6     | Jaroslav Vykoupil   | Tschechoslowakei      | k. A.  |           |

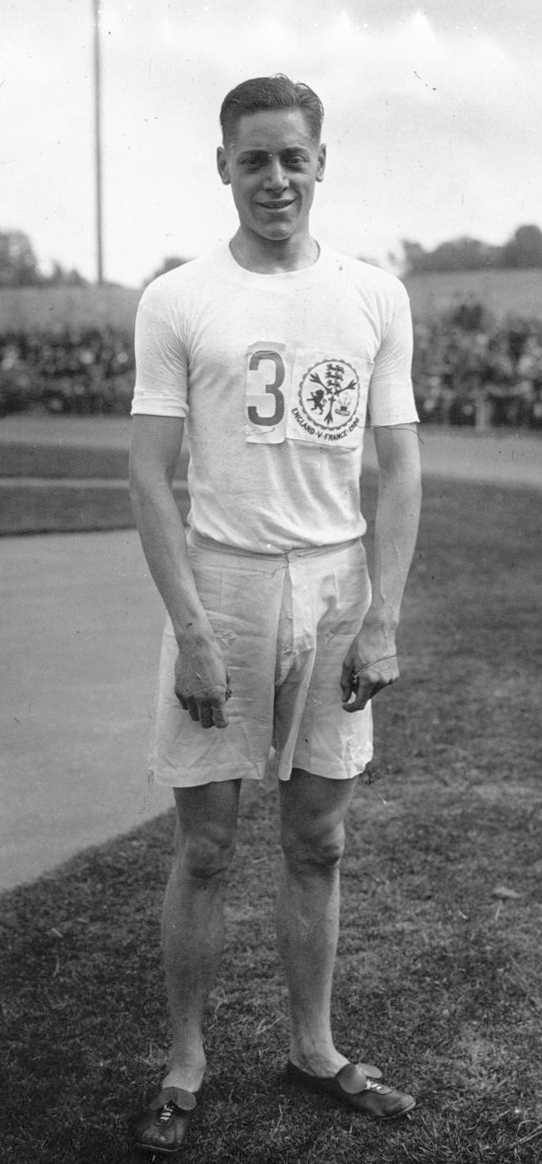
Cyril Gill – ausgeschieden als Dritter im zweiten Viertelfinale
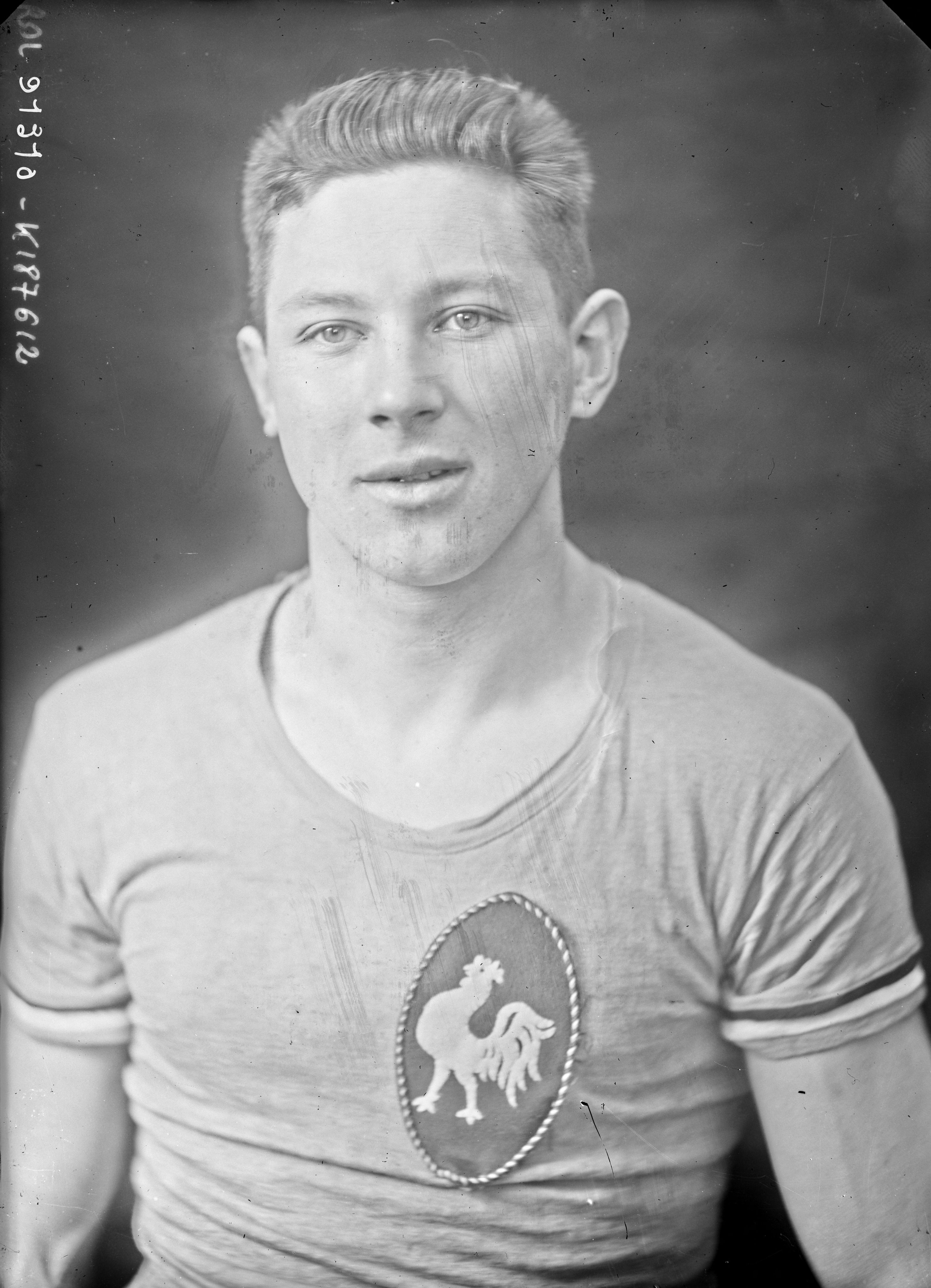
André Cerbonney – ausgeschieden als Sechster im zweiten Viertelfinale

### Lauf 2
| Platz | Name                 | Nation                | Zeit   | Anmerkung |
| ----- | -------------------- | --------------------- | ------ | --------- |
| 1     | Robert McAllister    | USA                   | 10,8 s |           |
| 2     | Richard Corts        | Deutsches Reich       | 11,0 s |           |
| 3     | Cyril Gill           | Großbritannien        | k. A.  |           |
| 4     | István Raggambi      | Ungarn                | k. A.  |           |
| 5     | Aubrey Burton-Durham | Südafrikanische Union | k. A.  |           |
| 6     | André Cerbonney      | Frankreich            | k. A.  |           |

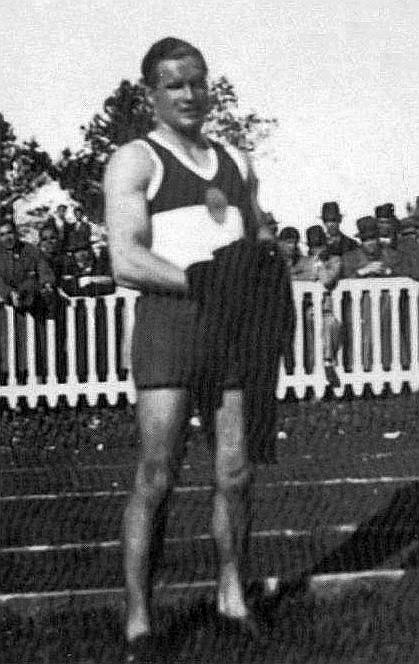
Gilbert Auvergne – ausgeschieden als Dritter im dritten Viertelfinale
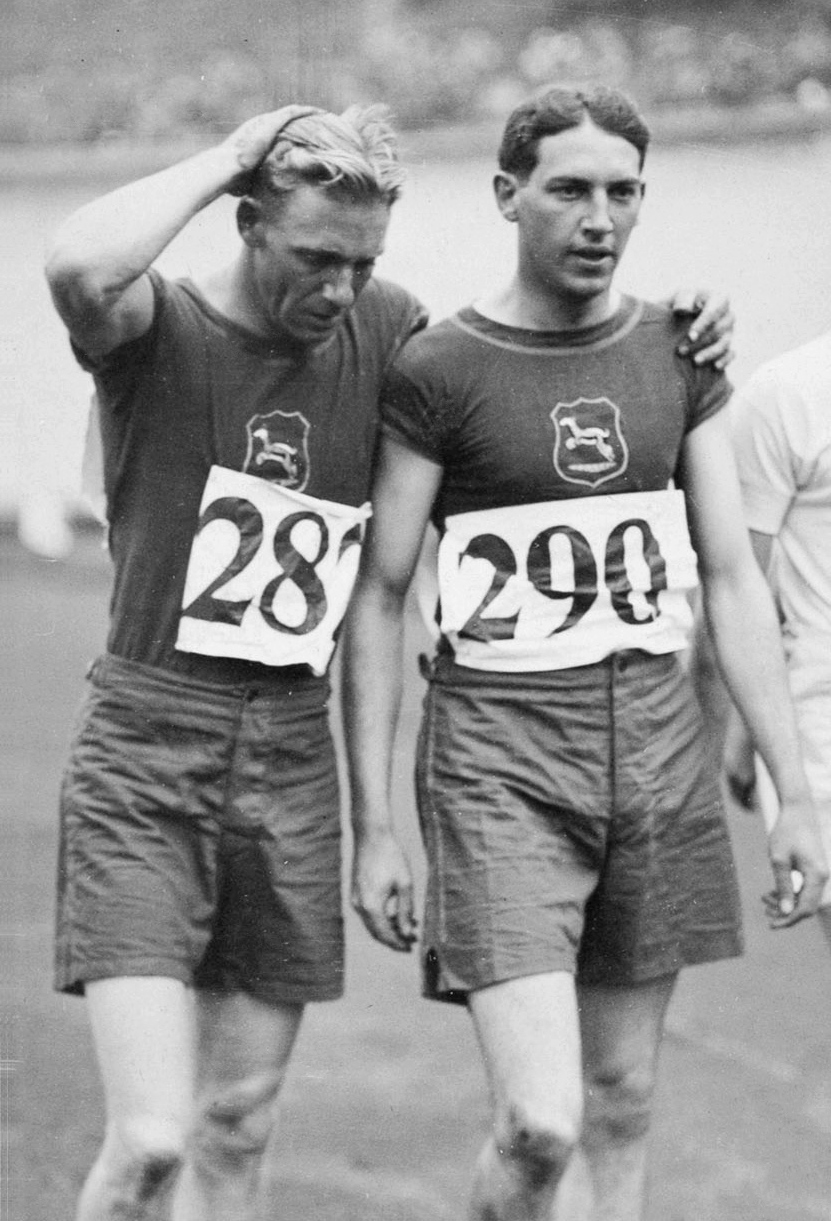
Sidney Atkinson (links) – ausgeschieden als Fünfter im dritten Viertelfinale

### Lauf 3
| Platz | Name             | Nation                | Zeit   | Anmerkung |
| ----- | ---------------- | --------------------- | ------ | --------- |
| 1     | Henry Russell    | USA                   | 10,8 s |           |
| 2     | Hubert Houben    | Deutsches Reich       | k. A.  |           |
| 3     | Gilbert Auvergne | Frankreich            | k. A.  |           |
| 4     | George Hester    | Kanada                | k. A.  |           |
| 5     | Sidney Atkinson  | Südafrikanische Union | k. A.  |           |

### Lauf 4

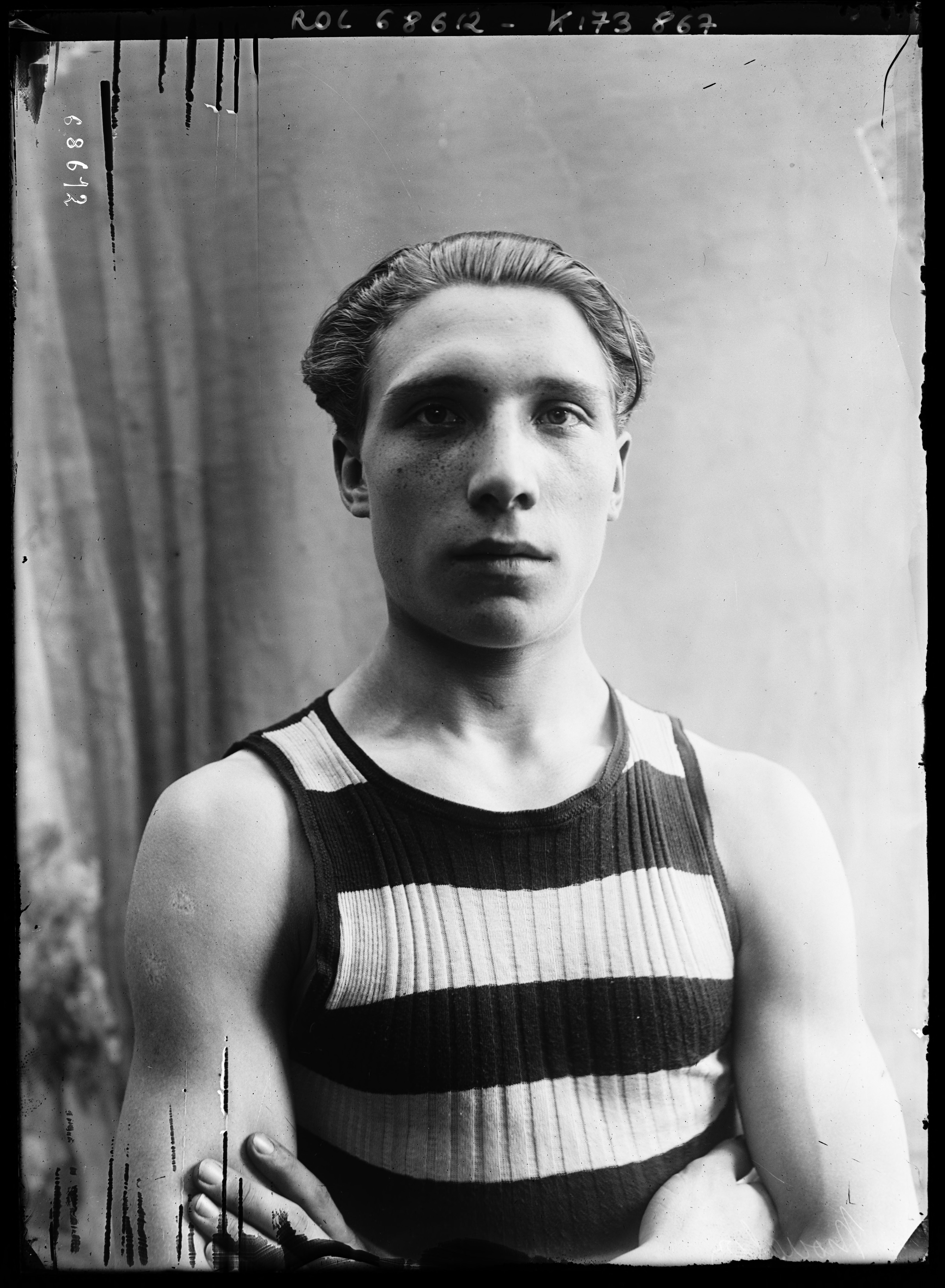
André Mourlon – ausgeschieden als Vierter im vierten Viertelfinale

Percy Williams stellte in diesem Lauf den olympischen Rekord ein.
| Platz | Name            | Nation         | Zeit   | Anmerkung |
| ----- | --------------- | -------------- | ------ | --------- |
| 1     | Percy Williams  | Kanada         | 10,6 s | ORe       |
| 2     | Jack London     | Großbritannien | 10,8 s |           |
| 3     | André Théard    | Haiti          | k. A.  |           |
| 4     | André Mourlon   | Frankreich     | k. A.  |           |
| 5     | José Barrientos | Kuba           | k. A.  |           |

### Lauf 5

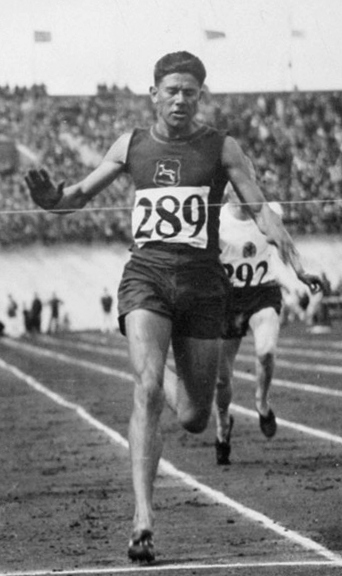
Johannes Viljoen – ausgeschieden als Dritter im fünften Viertelfinale
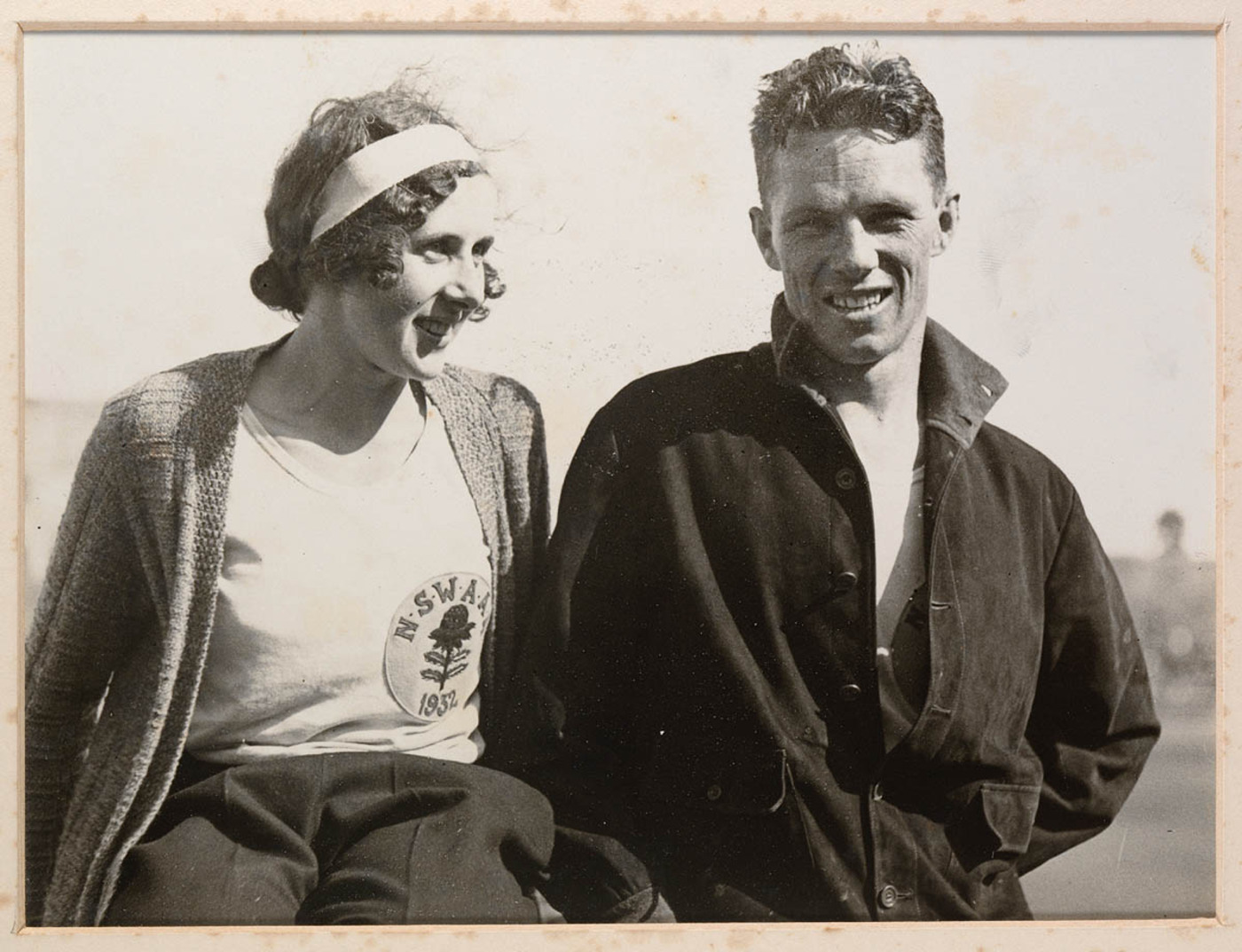
James Carlton – hier mit seiner Teamkollegin Eileen Wearne in einer Aufnahme von 1932 – Fünfter im fünften Viertelfinallauf

| Platz | Name               | Nation                | Zeit   | Anmerkung |
| ----- | ------------------ | --------------------- | ------ | --------- |
| 1     | Frank Wykoff       | USA                   | 10,8 s |           |
| 2     | Juan Bautista Pina | Argentinien           | k. A.  |           |
| 3     | Johannes Viljoen   | Südafrikanische Union | k. A.  |           |
| 4     | Anselmo Gonzaga    | Philippinen           | k. A.  |           |
| 5     | James Carlton      | Australien            | k. A.  |           |

### Lauf 6
| Platz | Name            | Nation          | Zeit   | Anmerkung |
| ----- | --------------- | --------------- | ------ | --------- |
| 1     | Claude Bracey   | USA             | 10,8 s |           |
| 2     | Georg Lammers   | Deutsches Reich | k. A.  |           |
| 3     | Walter Rangeley | Großbritannien  | k. A.  |           |
| 4     | Ralph Adams     | Kanada          | k. A.  |           |
| 5     | Paul Brochart   | Belgien         | k. A.  |           |

## Halbfinale

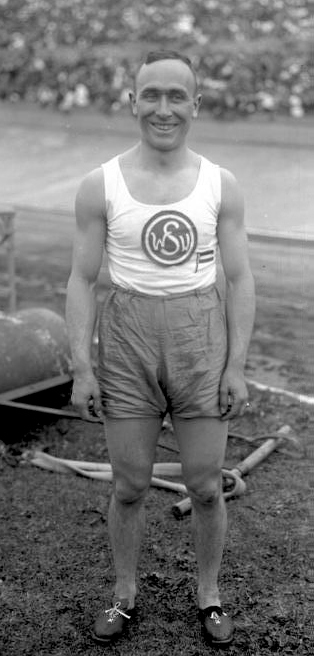
Hubert Houben schied als Vierter des ersten Halbfinals aus
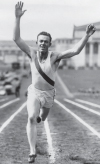
Claude Bracey – ausgeschieden als Fünfter im ersten Halbfinals

Datum: 30. Juli 1928

### Lauf 1
Die drei Erstplatzierten kamen zeitgleich ins Ziel und stellten zusammen den bestehenden olympischen Rekord ein.
| Platz | Name               | Nation                | Zeit   | Anmerkung |
| ----- | ------------------ | --------------------- | ------ | --------- |
| 1     | Robert McAllister  | USA                   | 10,6 s | ORe       |
| 2     | Percy Williams     | Kanada                | 10,6 s | ORe       |
| 3     | Wilfred Legg       | Südafrikanische Union | 10,6 s | ORe       |
| 4     | Hubert Houben      | Deutsches Reich       | 10,7 s |           |
| 5     | Claude Bracey      | USA                   | 10,8 s |           |
| 6     | Juan Bautista Pina | Argentinien           | 11,0 s |           |

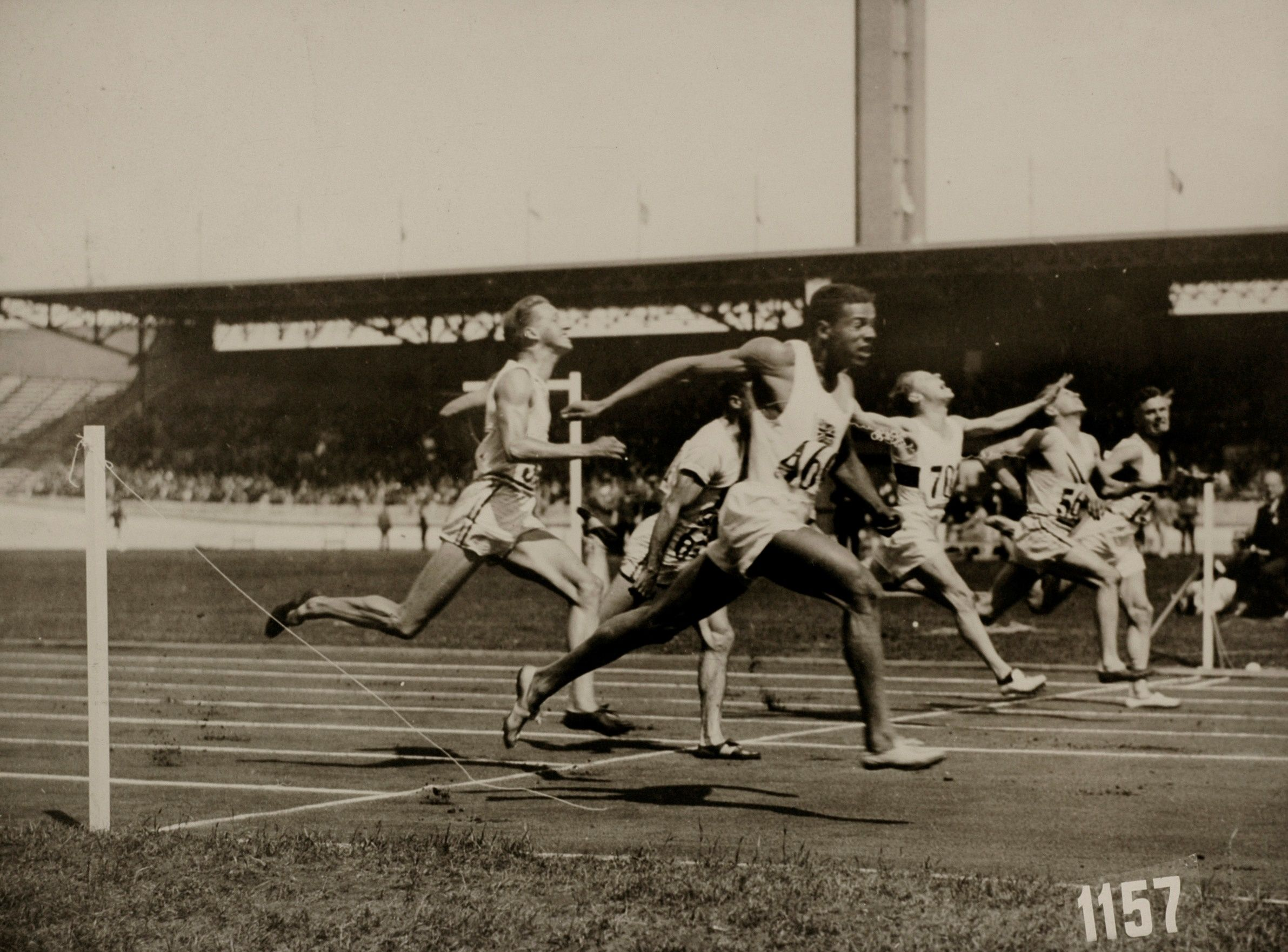
Zieleinlauf des zweiten Halbfinals. Sieger Jack London (im Vordergrund)

### Lauf 2
Auch im zweiten Viertelfinale wurde der olympische Rekord eingestellt, diesmal von Jack London.
| Platz | Name             | Nation          | Zeit   | Anmerkung |
| ----- | ---------------- | --------------- | ------ | --------- |
| 1     | Jack London      | Großbritannien  | 10,6 s | ORe       |
| 2     | Georg Lammers    | Deutsches Reich | 10,7 s |           |
| 3     | Frank Wykoff     | USA             | 10,7 s |           |
| 4     | Henry Russell    | USA             | 10,8 s |           |
| 5     | Richard Corts    | Deutsches Reich | 10,8 s |           |
| 6     | John Fitzpatrick | Kanada          | 11,2 s |           |

## Finale
Datum: 30. Juli 1928
| Platz | Name              | Nation                | Zeit   | Anmerkung |
| ----- | ----------------- | --------------------- | ------ | --------- |
| 1     | Percy Williams    | Kanada                | 10,8 s |           |
| 2     | Jack London       | Großbritannien        | 10,9 s |           |
| 3     | Georg Lammers     | Deutsches Reich       | 10,9 s |           |
| 4     | Frank Wykoff      | USA                   | 11,0 s |           |
| 5     | Wilfred Legg      | Südafrikanische Union | 11,0 s |           |
| 6     | Robert McAllister | USA                   | 11,0 s |           |

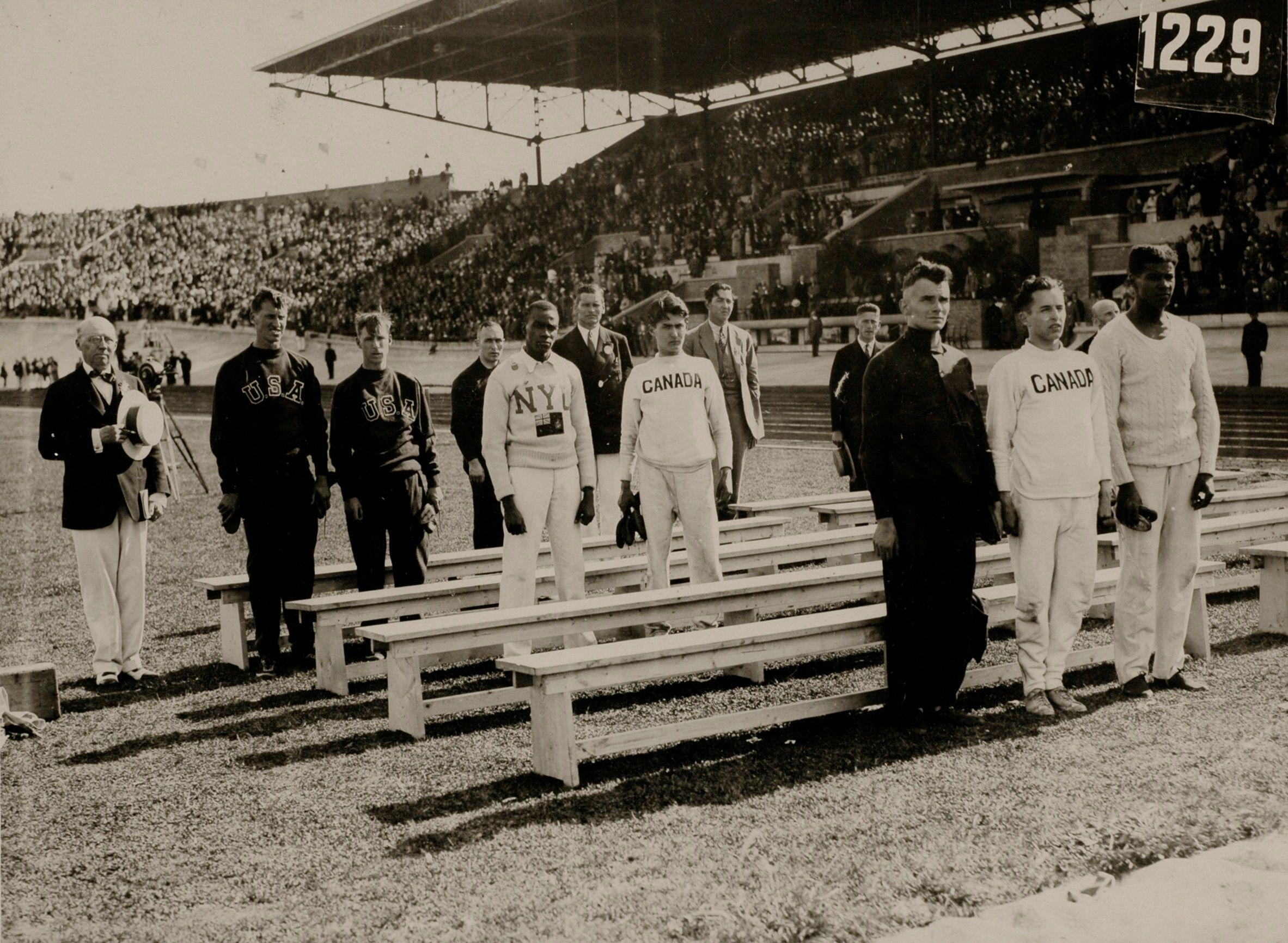
Siegerehrung, vorne die Medaillengewinner (v. l. n. r.): Georg Lammers, Percy Williams, Jack London

Für das Rennen gab es keinen ausgesprochenen Favoriten, auch in den Vor- und Zwischenläufen hatte sich niemand besonders herauskristallisiert. Nach zwei Fehlstarts, verursacht von Wilfred Legg und Frank Wykoff, lag Percy Williams von Beginn an vorn und lief zur Goldmedaille. Er hatte mit seinem Trainer Bob Granger in seinem Hotelzimmer in Amsterdam mit einer an die Wand gelehnten Matratze an seinem noch nicht perfekten Start gefeilt und in Grangers Augen so den letzten Schliff als Grundlage für seine erste Goldmedaille geschaffen.
Ziemlich überraschend kam die Bronzemedaille für Georg Lammers. Bei den Deutschen Leichtathletik-Meisterschaften des Olympiajahres war Lammers nur Dritter geworden, deshalb hatte mit ihm hier niemand gerechnet.
Mit seinem Sieg über 200 Meter zwei Tage später wurde Percy Williams zum ersten Sprintdoppelolympiasieger, der nicht aus den USA kam. Außerdem war dies der erste kanadische Olympiasieg über 100 Meter.
Zum ersten Mal blieb die US-Mannschaft in dieser Disziplin ohne Medaillengewinn.

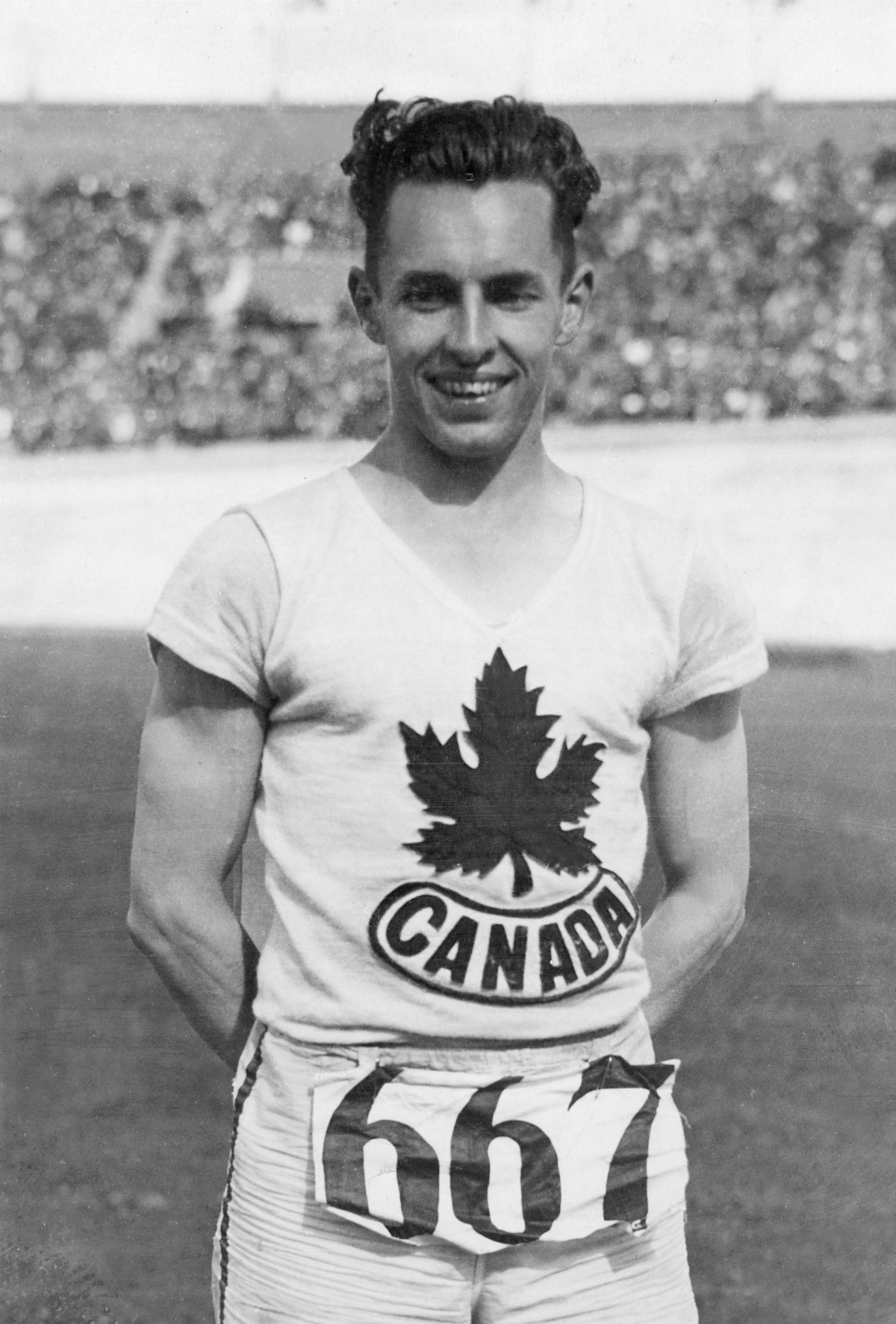
Olympiasieger Percy Williams
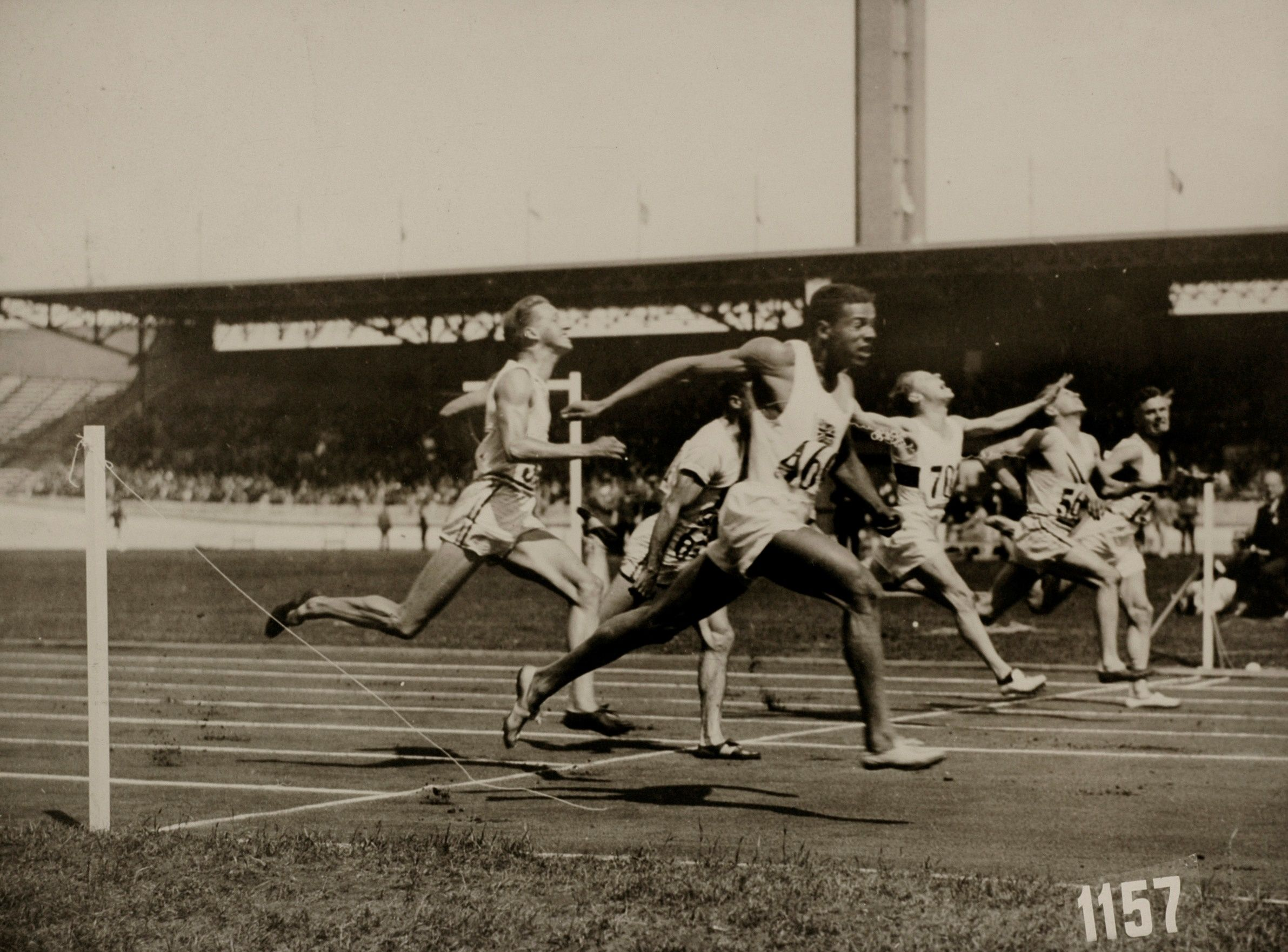
Silbermedaillengewinner Jack London
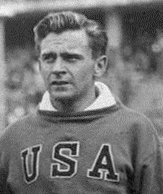
Frank Wykoff kam auf den vierten Platz

## Videolinks
- Historic footage 1928 Olympic Games part 2, Colorized, youtube.com, Bereich: 2:55 min bis 3:23 min, abgerufen am 7. Juni 2021
- Olympics 100m men's final (1928), youtube.com, abgerufen am 7. Juni 2021
- Many Debuts At The Amsterdam Games - Amsterdam 1928 Olympics, youtube.com, Bereich: 2:04 min bis 2:20 min, abgerufen am 7. Juni 2021